# Suchánkův mlýn
Suchánkův mlýn ve Rtyni v Podkrkonoší v okrese Trutnov je vodní mlýn, který stojí severozápadně od centra města na potoce Rtyňka. Je chráněn jako nemovitá kulturní památka České republiky.

## Historie
Mlýn byl postaven roku 1728, přístavek pochází z roku 1938.

## Popis
Mlýn je jednopatrový, roubený, s připojenou kamennou přístavbou a stodolou. Technologie se nedochovala.